# Poliklet

Doryforos

Poliklet (Polyklet) z Argos (gr. Πολύκλειτος Polýkleitos) – grecki rzeźbiarz pochodzący z miasta Argos na Peloponezie, żył w latach 450-415 p.n.e. Tworzył w V wieku p.n.e. także w Atenach i Olimpii.
Był uczniem Hageladesa (zwanego też Ageladasem). Był założycielem szkoły rzeźbiarskiej w Argos działającej jeszcze długo po jego śmierci. Swoją teorię proporcji ludzkiego ciała zawarł w niezachowanym traktacie Kanon (gr. miara, reguła, wzorzec), według którego stopa powinna być równa 1/6 ciała, głowa – 1/8, dłoń 1/10, natomiast wszystkie te wielkości powinny być wielokrotnościami modułu, którym była szerokość palca u ręki. Praktycznym zastosowaniem swojej teorii uczynił rzeźbę mężczyzny niosącego włócznię, czyli Doryforosa (ok. 450 r. p.n.e.). W tym posągu została także użyta stworzona przez Polikleta zasada kontrapostu. Kanon Polikleta stosowany był w rzeźbie antycznej aż do czasów Lizypa (IV wiek p.n.e.).
Innymi znanymi rzeźbami są Diadumenos i Ranna Amazonka, która pokonała w konkursie w Efezie rzeźbę Fidiasza o tym samym temacie. Uznanie starożytnych zyskała również jego Hera z Argos. W tym posągu wykonanym techniką chryzelefantyny Poliklet ukazał boginię nietypowo. Zazwyczaj przedstawiana była ona jako kobieta w wieku średnim, ubrana bardzo bogato, natomiast ten posąg przedstawiał młodą, uśmiechającą się Herę, ze skromnym diademem we włosach.